# نهر سانت جون
نهر سانت جون (بالفرنسية: Fleuve Saint-Jean)‏ هو نهر يبلغ طوله 673 كيلومتر (418 ميل) يتدفق من شمال مين إلى كندا ويمتد جنوبًا على طول الجانب الغربي من نيو برونزويك ويصب في المحيط الأطلسي في خليج فوندي. أطول نهر في شرق كندا، وهو واحد من أكبر الأنهار على الساحل الشرقي، حيث تبلغ مساحته حوالي 55,000 كيلومتر مربع (21,000 ميل2).